# 佐敷城 (琉球)
佐敷城是琉球國的一個城堡，位於今日日本沖繩縣南城市的佐敷。
佐敷城建於三山時代，為第一尚氏所建，其三面被陡峭的斜面包圍，後方則是丘陵。佐敷城並沒有石垣，與其說是座城堡，更像是一個居館。佐敷城與馬天港、與那原港相鄰，尚巴志在與那原港從外國商人處購買了大量鐵，製造農具發給百姓，獲得民心，並最終成功統一琉球，建立第一尚氏王朝。
第一尚氏王朝的守護神是「月代」（つきしろ）。1938年，沖繩縣廳在佐敷城遺跡上建立了一個神社——月代宮，以祭祀第一尚氏諸王。
1979年，佐敷町教育委員會對佐敷城遺跡進行發掘調查，出土了不少中國的青瓷碗，鐵、青銅製品、皇宋通寶、荊寧元寶，以及玉、碳化的米、麥、牛骨等。